# Cent Dollars pour un shérif
Pour les articles homonymes, voir True Grit.
Série
Une bible et un fusil
(1975)
Pour plus de détails, voir Fiche technique et Distribution.
Cent Dollars pour un shérif (True Grit en version originale anglaise) est un western américain réalisé par Henry Hathaway, sorti en 1969. Le film est adapté du roman True Grit publié en 1968, écrit par Charles Portis.

## Synopsis
La jeune mais déterminée Mattie Ross travaille comme comptable dans le ranch de son père John. Celui-ci décide de partir acheter des poneys mustang à Fort Smith. Il est assassiné par son contremaître Tom Chaney à la sortie d'un saloon.
Mattie Ross entreprend alors de venger son père et engage à cette fin Rooster Cogburn, un marshal fédéral borgne qui a du cran (Man with True Grit, titre original du film), aux manières désinvoltes et expéditives, qui pourra s'introduire dans la réserve indienne où l’assassin a trouvé refuge. Un fringant Texas Ranger nommé « Labœuf » est aussi intéressé par la capture de Tom Chaney et tente de rallier Cogburn à sa cause.

## Fiche technique
- Titre original : True Grit
- Titre français : Cent Dollars pour un shérif
- Réalisation : Henry Hathaway
- Scénario : Marguerite Roberts, d'après le roman True Grit de Charles Portis
- Production : Hal B. Wallis
- Musique : Elmer Bernstein
- Photographie : Lucien Ballard
- Directeur artistique : Walter H. Tyler
- Décors de plateau : John Burton et Ray Moyer
- Costumes : Dorothy Jeakins
- Montage : Warren Low
- Société de distribution : Paramount Pictures
- Pays d'origine : États-Unis
- Langue : anglais
- Formats : Couleur - 1,85:1 - Mono - 35 mm
- Genre : western, drame
- Durée : 128 minutes
- Date de sortie :
  - États-Unis : 11 juin 1969 (Los Angeles), 3 juillet 1969 (New York)
  - France : 18 février 1970
  - Classification :
  - France : Film tous publics / Le film fut interdit aux moins de 12 ans lors de sa sortie en salles[1]

## Distribution
- John Wayne (VF : Jean Martinelli) : Rooster Cogburn
- Glen Campbell (VF : Bernard Murat) : M. Laboeuf, Texas Ranger
- Kim Darby (VF : Marcelle Lajeunesse) : Mattie Ross
- Robert Duvall (VF : Roger Rudel) : « Lucky » Ned Pepper
- Jeff Corey (VF : Henry Djanik) : Tom Chaney
- Strother Martin (VF : Georges Hubert) : le colonel Stonehill
- Jeremy Slate (VF : Albert Augier) : Emmett Quincy
- Dennis Hopper (VF : Michel François) : Moon Garrett
- Donald Woods : Barlow
- John Doucette (VF : Albert Médina) : le shérif à qui s'adresse Mattie en arrivant à Fort Smith
- Ken Renard : Yarnell Poindexter, le fidèle serviteur noir
- Hank Worden (VF : René Bériard) : l'entrepreneur des pompes funèbres
- James Westerfield (VF : Paul Bonifas) : le juge Parker
- John Fiedler (VF : Teddy Bilis) : Maître Daggett
- Edith Atwater (VF : Estelle Gérard) : Mme Floyd
- John Pickard (VF : Georges Atlas) : Frank Ross
- Elizabeth Harrower (VF : Renée Simonot) : Mme Ross
- Carlos Rivas (VF : Jean Clarieux) : Bob le mexicain
- Alfred Ryder (VF : Maurice Dorléac) : Goudy
- Dennis McMullen (VF : Jean Lagache) : l'huissier de justice

Et, parmi les acteurs non crédités :
- Wilford Brimley : rôle indéterminé
- Myron Healey : un shérif-adjoint
- Connie Sawyer : une villageoise à la pendaison

## Distinctions
- Oscar du cinéma 1969 : meilleur acteur (John Wayne)
- Golden Globes 1970 : meilleur acteur dans un film dramatique (John Wayne)

## Analyse

### Erreurs et incohérences
- Lorsque Cogburn charge héroïquement la bande de « Lucky » Ned Pepper, il tire en tenant son revolver dans la main gauche et sa Winchester dans la main droite, quant à son cache-œil, il est situé au côté gauche comme il en est dans tout le film. Pourtant, au moment où il fait demi-tour, tous les détails sont inversés (revolver dans la main droite, Winchester dans la main gauche et cache-œil au côté droit). Il est possible que la pellicule se soit inversée accidentellement au montage.
- Lorsque Mattie Ross traverse la rivière pour rejoindre Cogburn et Labœuf, elle est mouillée alors que, quelques secondes plus tard, elle est toute sèche. Les frères Coen ont reproduit ce même faux raccord dans leur remake en 2010.
- Le titre en français aurait dû être Cent Dollars pour un marshal, puisque Rooster Cogburn est marshal et non shérif.

#### Anachronisme
- La carabine du marshal Cogburn est une Winchester modèle 1892, or l'action du film est censée se dérouler en 1880 comme l'atteste, à la fin du film, la date inscrite sur la pierre tombale de John Ross, le père de Mattie.

## Autour du film
- En dépit d'une notoriété établie, John Wayne, alors âgé de 62 ans, obtient pour ce film son unique oscar. Paradoxalement, il obtint cette récompense pour avoir joué un rôle qui était à l'opposé de tous ceux qu'il a tenus jusqu'alors. Il est borgne, alcoolique un peu escroc, donc aux antipodes des personnages honnêtes et vertueux qu'il avait souvent l'habitude d'interpréter. Il reprendra le personnage de Cogburn dans Une bible et un fusil, réalisé en 1975 par Stuart Millar, aux côtés de Katharine Hepburn (le seul film qu'ils tourneront ensemble). Précisons que dans ce second volet des aventures du marshal Cogburn, le rôle du juge Parker est joué cette fois-ci par John McIntire qui succède à James Westerfield décédé en 1971. Jean Martinelli prête encore sa voix au personnage.
- La chanson du générique du film, dont les paroles ont été écrites par Don Black, est interprétée par Glen Campbell qui joue le rôle de Laboeuf, le Texas Ranger. Glen Campbell est également connu comme chanteur de musique country et artiste de shows télévisés dans les années 1970.
- Les frères Coen ont réalisé une nouvelle adaptation du roman de Charles Portis, True Grit, sorti le 23 février 2011[2], avec Hailee Steinfeld, Jeff Bridges, Matt Damon et Josh Brolin.
- C'est le dernier travail de doublage du comédien Jean Clarieux, mort brutalement le 11 février 1970, soit sept jours avant la sortie du film sur les écrans français.
- IMDb donne les noms des magnifiques extérieurs du Colorado où ont été tournées les scènes de ce film.

### DVD / Blu-ray
Le film est sorti sur les supports DVD et Blu-ray en France :
- 100 Dollars pour un shérif (DVD-5 Keep Case) sorti le 18 avril 2002 édité par Paramount Pictures et distribué par Universal Pictures Vidéo. Le ratio écran est en 1.77:1 panoramique 16:9. L'audio est en Français, Anglais, Italien et Espagnol 1.0 Dolby Digital avec présence de sous-titres français, anglais, italiens et espagnols. La durée du métrage est de 123 minutes. Pas de suppléments. Il s'agit d'une édition Zone 2 Pal[3].
- La Dernière Séance : 100 Dollars pour un shérif (DVD-5 Keep Case avec fourreau Eddy Mitchell) sorti le 27 septembre 2006 édité par Paramount Pictures et distribué par Universal Pictures Vidéo. Le ratio écran est en 1.77:1 panoramique 16:9. L'audio est en Français, Anglais, Italien et Espagnol 1.0 Dolby Digital avec présence de sous-titres français, anglais, italiens et espagnols. La durée du métrage est de 123 minutes. En supplément un livret avec les anecdotes d'Eddy Mitchell sur le film. Il s'agit d'une édition Zone 2[4].
- True Grit : 100 Dollars pour un shérif (BD-50 Blu-ray) sorti le 8 février 2011 édité par Paramount Pictures et distribué par Paramount Home Entertainment France. Le ratio écran est en 1.78:1 1080p AVC. L'audio est en Français, Italien, Espagnol, Allemand et Hongrois 2.0 Mono Dolby Digital et Anglais 5.1 DTS HD avec présence de 25 sous-titres de langues différentes. La durée du métrage est de 127 minutes. En suppléments : la bande annonce en HD, 4 featurettes sur les coulisses du film ainsi que les commentaires audio de Jeb Rosebrook, Bob Boze Bell et J. Stuart Rosebrook. Il s'agit d'une édition Zone A, B et C[5].